# النضر بن أنس بن مالك
النضر بن أنس بن مالك، أبو مالك البصري، تابعي ومُحدّث ثقة، ابن الصحابي أنس بن مالك، توفي في عام بضع ومائة للهجرة، قبل أخيه موسى بن أنس بن مالك. روى له الجماعة.

## سيرته
النَّضْر بن أنس بن مالك، وأمّه أمّ ولد، وكان ثقةً وله أحاديث، خرج مع ابن الأشعث في وقعة دير الجماجم، ومات قبل الحسن البصري. لمّا مات غسّله محمد بن سيرين، حضر الحسن البصري جنازة النضر بن أنس، فقال له الأشعث بن أسلم العِجْلي: «يا أبا سعيد إنّه يعجبني أن لا أسمع في الجنازة صوتًا، فقال الحسن: إنّ للخير لأهْلينَ إنّ للخير لأهلين»، وصلى موسى بن أنس بن مالك في قبر النضر صلاة العصر، وكان قبرًا واسعًا مضروحًا.

## روايته للحديث النبوي
- روى عن: أنس بن مالك، وبشير بن نهيك، وزيد بن أرقم، وعبد الله بن عباس، وأبي بردة بن أبي مُوسَى الأشعري.
- روى عنه: بكر بن عبد الله المزني، وحرب بن ميمون الأنصاري، وحميد الطويل، وسعيد بن أبي عروبة، وعاصم الأحول، وعبد الله بن المثنى بن عَبْدِ اللَّهِ بْنِ أنس بن مالك، وعلي بن زيد بن جدعان، وقتادة بن دعامة، وأبو الرحال الأنصاري، وأَبُو عمارة شيخ لسفيان الثوري، وأَبُو كعب صاحب الحرير.[1]
- الجرح والتعديل: وثّقه ابن حبان في كتاب الثقات، والنسائي وابن حجر العسقلاني: والذهبي، ومحمد بن سعد البغدادي.[3]